# Сухомлін Катерина Борисівна
Катерина Борисівна Сухомлін — українська вчена у галузі зоології, ентомолог, фахівець з мошок (Simuliidae), зокрема викопних, професор (2014), доктор біологічних наук (2013), завідувачка кафедри зоології біологічного факультету Волинського національного університету імені Лесі Українки (Луцьк). Авторка понад 180 наукових праць, зокрема 9 монографій та словників і статей у провідних міжнародних наукових журналах, в тому числі у «Cretaceous Research». Описала кілька нових для науки видів мошок, переважно викопних з бурштину, зокрема Ugolyakia kaluginae.

## Життєпис
У 1977—1982 роках навчалася на природничо-географічному факультеті Луцького державного педагогічного інституту імені Лесі Українки. Протягом 1983—1987 років навчалася в аспірантурі при кафедрі зоології Донецького державного університету. У 1989 році захистила кандидатську дисертацію на тему «Мошки (Diptera, Simuliidae) Західного Полісся та Лісостепу України» у вченій раді Інституту зоології АН УРСР (науковий керівник Усова Зінаїда Василівна). Працювала на різноманітних педагогічних посадах в різних закладах. З 1990 року працює в Луцькому педагогічному інституті (згодом Волинський державний університет і Східноєвропейський національний університет). У 1995 році здобула звання доцента. 2013 року захистила докторську дисертацію «Мошки підродини Simuliinae мішаних лісів Європи (фауна, морфологія, філогенія, систематика, екологічні особливості)», знову у вченій раді Інституту зоології НАН України. У 2014 році здобула звання професора. З 2016 року очолює кафедру зоології Волинського університету. У 2018 році увійшла до складу вченої ради Інституту зоології НАН України.

## Членство у наукових товариствах
- Українське наукове товариство паразитологів
- ГО «Українське ентомологічне товариство»

## Деякі найважливіші наукові праці

### Монографії та довідники
- Каплич В. М., Сухомлин Е. Б., Усова З. В., Скуловец М. В. Фауна и экология мошек Полесья / М. Н. Трухан (ред.). — Минск: Ураджай, 1992. — 264 с.
- Зінченко О. П., Капліч В. М., Сухомлін К. Б. Кровосисні мошки Волині та заходи боротьби з ними: наук.-практ. вид. / Волин. держ. ун-т ім. Лесі Українки. –Луцьк: ВДУім. Лесі Українки, 1997.–48 с.
- Зінченко О. П., Сухомлін К. Б. Українсько-російсько-латинський ентомологічний словник: термінологія і номенклатура: У 2 т. Т. 1. Термінологія. / Укр. ентомол. тов-во; Волинський держ. ун-т ім. Лесі Українки. — Луцьк: РВВ «Вежа» Волинського державного університету ім. Лесі Українки, 2002. — 226 с.
- Зінченко О. П., Сухомлін К. Б. Українсько-російсько-латинський ентомологічний словник: термінологія і номенклатура: У 2-х т. Т. 2. Номенклатура. / Українське ентомологічне товариство; Волинський держ. ун-т ім. Лесі Українки. — Луцьк: РВВ «Вежа» Волинського державного університету ім. Лесі Українки, 2002. — 428 с.
- Василевич Ф. И., Каплич В. М., Скуловец М. В., Сухомлин Е. Б., Сивков Г. С. Патогенные виды мошек (Diptera, Simuliidae) Полесья Беларуси: монографія. — М.: ФГОУ ВПО МГАВМиБ им. К. И. Скрябина, 2004. — 173 с.
- Сухомлін К. Б., Зінченко О. П. Мошки (Diptera, Simuliidae) Волинського Полісся: монографія. — Луцьк: РВВ «Вежа» Волинського держ. ун-ту ім. Лесі Українки, 2007. — 308 с.
- Каплич В. М., Сухомлин Е. Б., Зинченко А. П. Определитель мошек (Diptera: Simuliidae) Полесья. — Минск: Новое знание, 2012. — 477 с.
- Природа Західного Полісся, прилеглого до Хотиславського кар'єру в Білорусі / Зузук Ф. В., Сухомлін К. Б., Ільїн Л. В., Мельничук В. Г. та ін. — Монографія — Луцьк: ПП Іванюк В. П., 2014. — 246 с.
- Каплич В. М., Сухомлин Е. Б., Зинченко А. П. Мошки (Diptera: Simuliidae) смешанных лесов Европы — Монографія — Минск: Новое знание, 2015. — 464 с.

### Статті
- Usova Z. V., Sukhomlin E. B. A new species of blackflies — Simulium (Argentisimulium) dolini sp. n.(Diptera, Simuliidae) // Parazitologiia. — 1990. 23(5), pp. 423—427.
- Sukhomlin K. B. Preliminary Analysis of Phylogenetic Relationships Among Palaearctic Simuliinae (Diptera, Simuliidae) Inferred from Morphological Characters // Vestnik Zoologii. — 2012. — Т. 46, № 6. — С. 515—532.
- Perkovsky E.E., Sukhomlin E.B. New Late Eocene Blackflies (Diptera, Simuliidae) from the Rovno Amber (Ukraine) // Paleontological Journal. — 2015. — Vol. 49 (6). — Р. 608—614.
- Perkovsky E. E., Sukhomlin E.B. A new species of Hellichiella (Diptera: Simuliidae) with 11-segmented antenna from the Eocene // Israel Journal of Entomology, 2016. — Vol. 46, pp. 79–86.
- Perkovsky E. E., Sukhomlin E. B., Zelenkov N. V. An unexpectedly abundant new genus of black flies (Diptera, Simuliidae) from Upper Cretaceous Taimyr amber of Ugolyak, with discussion of the early evolution of birds at high latitudes // Cretaceous Research, 2018. — 9, pp. 80-89.